# 大宰権帥
大宰権帥（だざいのごんのそち／だざいのごんのそつ）は、大宰府の長官である大宰帥（だざいのそち）の権官である。初代は弘仁元年（810年）の阿保親王、2代目は承和4年（837年）の藤原常嗣であるが、前者は薬子の変による連座、後者は遣唐大使としての功労による特殊事情による任命であるため、貞観15年（873年）に任じられた3代目の在原行平（阿保親王の子）が事実上の初代とされている。

## 概要
大宰府は、朝廷の鎮西総司令部であり、九州地域の兵権を掌握した。大宰帥を長官とし、権帥を長官代理とする。
弘仁年間以降、帥には皇族が列せられる慣例となったので、権帥が実質的な長官となった。また、大宰権帥と大宰府の次官である大宰大弐を同時には任命できない慣習も生まれた。
更に、中国（宋）との交易の利権も大宰府に集中したことから、その利権を目当てに大宰権帥には中納言・大納言経験者がなることが多かった。それらの例として自らが陣頭指揮を執って刀伊の入寇を撃退した藤原隆家や、大宰府を制圧した藤原純友に対抗した橘公頼、白河法皇の院政時代に活躍した大江匡房等が挙げられよう。
だが、他方で大宰権帥は中央で失脚した大臣経験者の左遷ポストとなることも多かった。例としては阿保親王・源高明・藤原伊周・松殿基房などが挙げられる｡本来こうした貴族は大宰員外帥と呼ばれ、正規の帥・権帥とは区別されていた（大宰員外帥に任じられた例としては藤原豊成・藤原浜成・藤原吉野・菅原道真など）が、前述の阿保親王左遷の際に本人に直接関わりない事件である事と上皇の皇子である事への配慮から特に「権帥」の称号を与えて従来の員外帥とは区別した。やがて、平安時代中期になると員外帥と権帥の区別は失われて、ともに「権帥」と称される事となった。そのため、正規の権帥の中には外聞を気にするものもおり、平惟仲のように懇願して大宰帥として任命されるものもあった。
その後、在庁官人に権力が移り、保安年間の源重資を最後に権帥も遙任化していった（治承年間に松殿基房が左遷によって大宰権帥となりその監視の為に藤原隆季が大宰帥に任じられた例があるが、基房が途中の備前国で出家して同地に留まる事を許されたために派遣が中止されている）。

## 大宰権帥の一覧
大宰権帥を務めた人物の一覧。ただし、*印は大宰員外帥を示す。
| 名               | 補任                                  | 官位             | 解任                                            |
| ---------------- | ------------------------------------- | ---------------- | ----------------------------------------------- |
| 藤原豊成*        | 天平勝宝9歳7月12日（757年8月1日）任   | 正二位           | 天平宝字8年9月14日（764年10月13日）復右大臣     |
| 藤原浜成*        | 天応元年6月16日（781年7月11日）任     | 参議・従三位     | 延暦9年2月18日（790年3月8日）薨去               |
| 阿保親王         | 弘仁元年9月19日（810年10月20日）任    | 四品             | 天長元年（824年）入京                           |
| 藤原常嗣         | 承和4年2月13日（837年3月22日）任      | 参議・正四位下   | 承和7年4月23日（840年5月27日）薨                |
| 藤原吉野*        | 承和9年7月23日（842年9月1日）任       | 正三位           | 承和13年8月12日（846年9月6日）薨                |
| 惟喬親王         | 天安2年1月16日（858年2月3日）任       | 四品             | 天安2年10月26日（858年12月4日）転正帥           |
| 在原行平         | 貞観15年12月18日（874年1月10日）任    | 参議・正三位     | 元慶元年10月18日（877年11月26日）遷治部卿       |
| （藤原冬緒）     | 貞観18年1月24日（876年2月22日）？任   | 参議・従三位     |                                                 |
| 藤原国経         | 寛平6年4月16日（894年5月24日）任      | 参議・従三位     | 寛平9年3月15日（897年4月20日）停任              |
| 菅原道真*        | 昌泰4年1月25日（901年2月16日）任      | （従二位）       | 延喜3年2月25日（903年3月26日）薨                |
| 在原友于         | 延喜7年5月1日（907年6月14日）任       | 参議・正四位下   | 延喜10年4月20日（910年5月31日）卒               |
| 橘公頼           | 承平5年2月23日（935年3月30日）任      | 参議・正四位下   | 天慶4年2月20日（941年3月20日）薨                |
| 源高明           | 安和2年3月26日（969年4月15日）任      | （正二位）       | 天禄3年4月20日（972年6月4日）入京               |
| 橘好古           | 安和3年1月25日（970年3月5日）任       | 中納言・従三位   | 天禄2年11月2日（971年11月22日）任大納言         |
| 藤原為輔         | 寛和2年1月28日（986年3月11日）任      | 権中納言・正三位 | 寛和2年8月26日（986年10月2日）薨                |
| 藤原伊周         | 長徳2年4月24日（996年5月14日）任      | （正三位）       | 長保3年閏12月16日（1002年2月1日）復本位         |
| 藤原隆家         | 長和3年11月7日（1014年12月1日）任     | 中納言・従二位   | 寛仁3年12月21日（1020年1月18日）辞              |
| 藤原行成         | 寛仁3年12月21日（1020年1月18日）任    | 中納言・正二位   | 寛仁4年11月29日（1020年12月16日）任権大納言     |
| 源経房           | 寛仁4年11月29日（1020年12月16日）任   | 権中納言・正二位 | 治安3年10月12日（1023年11月27日）薨             |
| 源道方           | 長元2年1月24日（1029年2月10日）任     | 権中納言・従二位 | 長元6年12月30日（1034年1月23日）辞              |
| 藤原実成         | 長元6年12月30日（1034年1月23日）任    | 中納言・正二位   | 長暦元年8月9日（1037年9月21日）辞               |
| 藤原隆家（再任） | 長暦元年8月9日（1037年9月21日）還任   | 正二位           | 長久3年1月29日（1042年2月22日）辞               |
| 藤原重尹         | 長久3年1月29日（1042年2月22日）任     | 正三位           | 寛徳3年2月26日（1046年4月5日）停任              |
| 藤原経通         | 寛徳3年2月26日（1046年4月5日）任      | 権中納言・正二位 | 永承5年5月（1050年－月）辞、入京                |
| 藤原経輔         | 天喜6年7月30日（1058年8月21日）任     | 権中納言・正二位 | 康平6年2月27日（1063年3月29日）秩満             |
| 藤原資仲         | 承暦4年閏8月5日（1080年9月20日）任    | 正二位           | 応徳元年4月（1084年－月）出家                   |
| 藤原伊房         | 寛治2年8月29日（1088年9月16日）任     | 権中納言・正二位 | 寛治6年7月1日（1092年8月6日）辞                 |
| 源経信           | 寛治8年6月13日（1094年7月27日）任     | 大納言・正二位   | 永長2年閏1月6日（1097年2月20日）薨去            |
| 大江匡房         | 永長2年3月（1097年5月）任             | 権中納言・従二位 | 康和4年1月23日（1102年2月12日）秩満             |
| 藤原保実         | 康和4年1月23日（1102年2月12日）任     | 権中納言・正三位 | 康和4年3月4日（1102年3月24日）薨                |
| 藤原季仲         | 康和4年6月23日（1102年8月8日）任      | 権中納言・正二位 | 長治2年10月28日（1105年12月6日）停任            |
| 大江匡房         | 長治3年3月11日（1106年4月16日）任     | 正二位           | 天永2年7月29日（1111年9月4日）遷大蔵卿          |
| 源基綱           | 永久4年1月30日（1116年2月15日）任     | 権中納言・従二位 | 永久4年12月30日（1117年2月3日）薨               |
| 源重資           | 永久5年12月30日（1118年1月23日）任    | 権中納言・正三位 | 保安2年閏5月（1121年－月）辞、上洛              |
| 藤原俊忠         | 保安3年12月21日（1123年1月20日）任    | 権中納言・従三位 | 保安4年7月9日（1123年8月2日）薨                 |
| 藤原長実         | 長承2年1月29日（1133年3月7日）任      | 権中納言・正三位 | 長承2年8月19日（1133年9月19日）薨               |
| 藤原実光         | 保延2年11月4日（1136年11月29日）任    | 権中納言・従三位 | 保延5年1月（1139年2月）得替                     |
| 藤原顕頼         | 保延5年1月24日（1139年2月24日）任     | 権中納言・正三位 | 永治元年12月2日（1141年12月31日）遷民部卿       |
| 藤原清隆         | 久安5年8月2日（1149年9月5日）任       | 権中納言・正三位 | 仁平3年閏12月23日（1154年2月7日）辞             |
| 藤原忠基         | 仁平3年閏12月23日（1154年2月7日）任   | 正三位           | 保元元年7月（1156年8月）薨                      |
| 藤原顕時         | 応保2年4月7日（1162年5月22日）任      | 権中納言・正二位 | 長寛2年1月21日（1164年2月15日）辞               |
| 松殿基房         | 治承3年11月18日（1179年12月18日）任   | （従一位）       | 治承3年11月21日（1179年12月21日）赴任中出家     |
| 吉田経房         | 文治元年10月11日（1185年11月4日）任   | 権中納言・正三位 | 文治6年1月24日（1190年3月2日）辞                |
| 藤原光隆         | 建久3年10月26日（1192年12月2日）任    | 正二位           | 建久9年1月30日（1198年3月9日）停任              |
| 藤原宗頼         | 正治2年4月1日（1200年5月15日）任      | 権中納言・従二位 | 建仁元年3月21日（1201年4月25日）辞              |
| 日野資実         | 建暦元年10月12日（1211年11月18日）任  | 権中納言・正二位 | 建保5年1月（1217年3月）得替                     |
| 四条隆衡         | 建保5年1月28日（1217年3月7日）任      | 中納言・正二位   | 建保5年6月29日（1217年8月3日）辞                |
| 藤原定輔         | 建保5年6月29日（1217年8月3日）任      | 正二位           | 承久3年12月12日（1222年1月25日）辞              |
| 四条隆親         | 嘉禎2年2月30日（1236年4月7日）任      | 中納言・正二位   | 仁治元年12月18日（1241年1月31日）辞             |
| 葉室資頼         | 仁治元年12月18日（1241年1月31日）任   | 正二位           | 寛元4年1月（1246年2月）停任                     |
| 吉田為経         | 建長3年1月22日（1251年2月14日）任     | 正二位           | 建長8年5月22日（1256年6月16日）出家             |
| 四条隆行         | 正嘉3年1月21日（1259年2月14日）任     | 従二位           | 弘長3年3月25日（1263年5月4日）辞                |
| 吉田経俊         | 弘長3年3月25日（1263年5月4日）任      | 権中納言・正三位 | 文永8年2月1日（1271年3月13日）停任              |
| 中御門経任       | 文永8年2月1日（1271年3月13日）任      | 権中納言・正三位 | 文永10年12月8日（1274年1月17日）任左兵衛督      |
| 源雅言           | 文永10年12月8日（1274年1月17日）任    | 従二位           | 建治3年9月13日（1277年10月11日）辞              |
| 中御門経任       | 弘安6年4月5日（1283年5月3日）還任     | 正二位           |                                                 |
| 中御門経任       | 正応4年9月16日（1291年10月9日）重任   | 正二位           | 永仁3年1月28日（1295年2月13日）辞               |
| 中御門為方       | 正安2年12月22日（1301年2月1日）任     | 正二位           | 乾元2年1月28日（1303年2月15日）停任             |
| 藤原雅藤         | 乾元2年1月28日（1303年2月15日）任     | 正二位           | 嘉元2年3月3日（1304年4月8日）辞                 |
| 葉室頼藤         | 延慶3年9月4日（1310年9月27日）任      | 正二位           | 応長2年1月13日（1312年2月20日）停任             |
| 葉室頼藤         | 正和元年12月30日（1313年1月27日）還任 | 正二位           | 正和2年9月6日（1313年9月26日）停任              |
| 日野俊光         | 正和4年10月28日（1315年11月25日）任   | 正二位           | 正和4年12月15日（1316年1月10日）停任            |
| 坊城定資         | 正和4年12月15日（1316年1月10日）任    | 正二位           | 文保2年2月11日（1318年3月14日）停任             |
| 近衛実香         | 文保2年8月2日（1318年8月28日）任      | 正二位           | 元亨元年6月6日（1321年7月1日）辞                |
| 万里小路宣房     | 元亨元年6月6日（1321年7月1日）任      | 従二位           | 元亨2年3月（1322年－月）辞                      |
| 平惟継           | 元徳2年3月1日（1330年3月20日）任      | 権中納言・従二位 | 元徳3年12月1日（1331年12月30日）停任            |
| 二条師基         | 元弘3年6月7日（1333年7月19日）任      | 権大納言・正二位 | 延元元年3月2日（1336年4月13日）遷兵部卿         |
| 平惟継           | 延元元年3月2日（1336年4月13日）還任   | 正二位           | 建武3年11月25日（1336年12月28日）停任           |
| 三条公秀         | 建武3年11月25日（1336年12月28日）任   | 正二位           | 文和元年11月27日（1353年1月3日）任内大臣        |
| 近衛公量（南朝） | 興国3年2月（1342年3月）？任           | 権中納言・正二位 | 正平16年（1361年）薨                            |
| 万里小路仲房     | 康安2年5月7日（1362年5月30日）任      | 権中納言・正三位 | 貞治4年6月28日（1365年7月17日）任権大納言       |
| 三条実音         | 応安3年4月13日（1370年5月8日）任      | 権大納言・正二位 | 永徳元年（1381年）辞                            |
| 広橋仲光         | 永徳元年6月29日（1381年7月21日）任    | 権中納言・従二位 | 嘉慶2年12月30日（1389年1月27日）任権大納言      |
| 町資藤           | 応永8年11月27日（1402年1月1日）任     | 権中納言・従二位 | 応永13年8月17日（1406年9月29日）任権大納言      |
| 広橋兼宣         | 応永15年2月24日（1408年3月21日）任    | 権中納言・従二位 | 応永17年8月5日（1410年9月3日）任権大納言        |
| 正親町三条公雅   | 応永18年11月25日（1412年1月8日）任    | 権中納言・正三位 | 応永25年6月5日（1418年7月8日）任権大納言        |
| 町資広           | 応永33年3月29日（1426年5月6日）任     | 権中納言・正三位 | 永享10年3月30日（1438年4月24日）任権大納言      |
| 正親町三条実雅   | 嘉吉3年3月16日（1443年4月16日）任     | 権大納言・従二位 | 康正3年9月8日（1457年9月26日）任内大臣          |
| 万里小路冬房     | 長禄2年1月（1458年－月）任            | 従二位           |                                                 |
| 正親町三条公綱   | 長禄3年（1459年）？任                 | 権大納言・正二位 | 文明3年閏8月10日（1471年9月24日）薨去           |
| 烏丸益光         | 文明5年12月18日（1474年1月6日）任     | 権中納言・正三位 | 文明7年12月30日（1476年1月26日）薨              |
| 葉室教忠         | 文明10年6月22日（1478年7月21日）任    | 正二位           | 長享3年（1489年）？辞                           |
| 町広光           | 長享3年7月6日（1489年8月2日）任       | 権中納言・従二位 | 文亀4年6月14日（1504年7月25日）任権大納言       |
| 三条西公条       | 永正11年8月9日（1514年8月28日）任     | 権中納言・正三位 |                                                 |
| 三条西公条       | 永正18年6月30日（1521年8月2日）重任   | 権大納言・従二位 | 天文4年12月29日（1536年1月22日）遷按察使 (日本) |
| 正親町三条公兄   | 天文21年11月12日（1552年11月27日）任  | 正二位           | 天文23年4月11日（1554年5月12日）任内大臣        |
| 山科言継         | 永禄元年7月13日（1558年8月26日）任    | 正二位           | 元亀2年3月7日（1571年4月1日）辞                 |
| 正親町三条実有   | 寛永5年1月28日（1628年3月3日）任      | 権大納言・正二位 | 寛永10年7月13日（1633年8月17日）薨去            |
| 広橋兼胤         | 寛保2年10月29日（1742年11月25日）任   | 権中納言・正三位 | 寛延2年10月21日（1749年11月30日）任権大納言     |
| 正親町三条公積   | 寛延3年1月10日（1750年2月16日）任     | 権中納言・正三位 | 宝暦8年7月24日（1758年8月27日）停任、永蟄居     |
| 山科頼言         | 宝暦8年9月30日（1758年10月31日）任    | 権中納言・正三位 | 明和3年8月30日（1766年10月3日）辞               |
| 滋野井公麗       | 明和3年12月19日（1767年1月19日）任    | 権中納言・従二位 | 安永5年8月19日（1776年10月1日）辞               |
| 葉室頼熙         | 寛政12年12月22日（1801年2月5日）任    | 権大納言・正二位 | 文化元年9月19日（1804年10月22日）薨去           |
| 坊城俊克         | 文久4年2月8日（1864年3月15日）任      | 権大納言・正二位 | 慶応元年7月20日（1865年9月9日）薨               |